# 国鉄タキ10100形貨車
国鉄タキ10100形貨車（こくてつタキ10100がたかしゃ）は、かつて日本国有鉄道（国鉄）及び1987年（昭和62年）4月の国鉄分割民営化後は日本貨物鉄道（JR貨物）に在籍している私有貨車（タンク車）である。

## 概要
本形式は、二硫化炭素専用の35t 積タンク車として1967年（昭和42年）10月3日から、1982年（昭和57年）2月4日にかけて12ロット24両（コタキ10100 - コタキ10123）が川崎車輛と日本車輌製造の2社にて製作された。
記号番号表記は特殊標記符号「コ」（全長 12 m 以下）を前置し「コタキ」と標記する。
本形式の他に二硫化炭素を専用種別とする形式は、タ1500形（8両）、タ1600形（5両）、タム200形（117両）、タム5900形（19両）、タサ2200形（1両）、タキ5100形（34両）、タキ5150形（1両）の7形式がある。
落成時の所有者は、四国化成工業、昭和工業、東洋化成工業、日本陸運産業（現・日陸）の4社であった。1987年（昭和62年）12月15日に東洋化成工業所有車2両（コタキ10110 - コタキ10111）が四国化成工業へ名義変更された。1992年（平成4年）4月に昭和工業所有車6両（コタキ10103 - コタキ10104 ,コタキ10107 - コタキ10108 ,コタキ10112 - コタキ10113）が東レ・ファインケミカルへ名義変更された。1997年（平成9年）4月から1999年（平成11年）6月にかけて9両（コタキ10108 ,コタキ10112 ,コタキ10114 - コタキ10120）が日本硫炭工業へ名義変更された。
ドーム付き直円筒型のタンク体は耐候性高張力鋼(SPA-H)製で厚さ50mmのグラスウール断熱材を巻き、薄鋼板製のキセ（外板）が設置された。荷役方式はタンク上部にある積込み口または液出入管からの上入れ、液出入管と水圧管による上出し式である。液出入管と水圧管はS字管を装備した。
1979年（昭和54年）10月より化成品分類番号「燃毒36」（燃焼性の物質、毒性の物質、引火性液体、毒性のあるもの）が標記された。
車体色は、黒であり、全長は11,300mm、全幅は2,535mm、全高は3,866mm、台車中心間距離は7,500mm、実容積は28.7m3、自重は16.8t、換算両数は積車5.0、空車1.8であり、台車はベッテンドルフ式のTR41C、TR41E-12、TR41E-13、TR225-1、TR213Cである。
1987年（昭和62年）4月の国鉄分割民営化時には全車（24両）がJR貨物に継承され、2010年（平成22年）4月1日現在6両が在籍中である。

### 年度別製造数
各年度によるロット別製造会社と両数は次のとおりである。（所有者は落成時の社名）
- 昭和42年度 - 3両
  - 川崎車輛 3両 四国化成工業（コタキ10100 - コタキ10102）
- 昭和43年度 - 2両
  - 川崎車輛 2両 昭和工業（コタキ10103 - コタキ10104）
- 昭和46年度 - 2両
  - 川崎車輛 2両 四国化成工業（コタキ10105 - コタキ10106）
- 昭和47年度 - 2両
  - 川崎車輛 2両 昭和工業（コタキ10107 - コタキ10108）
- 昭和48年度 - 7両
  - 川崎車輛 3両 東洋化成工業（コタキ10109 - コタキ10111）
  - 川崎車輛 2両 昭和工業（コタキ10112 - コタキ10113）
  - 川崎車輛 2両 四国化成工業（コタキ10114 - コタキ10115）
- 昭和49年度 - 1両
  - 川崎車輛 1両 四国化成工業（コタキ10116）
- 昭和54年度 - 2両
  - 川崎車輛 2両 四国化成工業（コタキ10117 - コタキ10118）
- 昭和56年度 - 2両
  - 川崎車輛 2両 四国化成工業（コタキ10119 - コタキ10120）
  - 日本車輌製造 2両 日本陸運産業（コタキ10121 - コタキ10122）
  - 日本車輌製造 1両 日本陸運産業（コタキ10123）